# 스텐 수비오
스텐 "스테파" 수비오(핀란드어: Sten "Stepa" Suvio, 1911년 11월 25일 - 1988년 10월 19일)는 핀란드의 복싱 선수로 1936년 하계 올림픽 웰터급에서 금메달을 획득했다. 그는 그 이후 프로로 전향했다.
수비오는 축구 선수, 레슬링 선수와 스피드 스케이팅 선수로 시작했고 1927년에 권투로 전향했다. 그는 1929년과 1930년 전국 선수권 대회에서 2위를 했고, 그 다음 1933년부터 1936년 사이에 4회연속 전국 선수권 대회에서 우승했다. 수비오는 계속된 전쟁에서 전투를 벌였고 1941년에 손을 다쳤다. 그는 1949년에 은퇴했고 스웨덴과 터키 복싱 국가 대표팀 코치로 일했다. 그는 2005년에 핀란드 권투 명예의 전당에 헌액되었다.

## 참조
1. ↑  스텐 수비오[깨진 링크(과거 내용 찾기)]. sports-reference.com